# 楊天祥
楊天祥（1483年—？），字休徵，廣東惠州府歸善縣民籍，博羅縣人，明朝政治人物。

## 生平
正德二年（1507年）丁卯科廣東鄉試第八名舉人，十二年（1517年）中式丁丑科會試第一百八十五名，三甲第一百六十二名進士。戶部觀政。

## 家族
曾祖楊政；祖父楊潤，贈衛經歷；父楊順，州同知。前母周氏（贈孺人）；母呂氏（贈孺人）。嚴侍下。